# 吉谷機械製作所
株式会社吉谷機械製作所（よしたにきかいせいさくしょ、英: YOSHITANI KIKAI-SEISAKUSHO, INC.）は、鳥取県鳥取市に本社がある、消防車の緊急自動車・特種用途自動車の艤装・販売を行う企業である。

## 主な沿革
- 1927年（昭和2年）8月8日 創業者である吉谷忠右ヱ門が鳥取県鳥取市に個人で吉谷機械製作所を設立。
- 1950年（昭和25年）2月1日 法人化に伴い、株式会社吉谷機械製作所を設立。
- 1960年（昭和35年）4月 富安工場を新設。
- 1967年（昭和42年）11月 千代工場を新設、富安工場を閉鎖。
- 1974年（昭和49年）1月 本社を現在地に移転。千代工場を本社工場に改称。

## 事業所一覧
- 本社・工場
  - 鳥取県鳥取市古海356番地1
- 東京営業所
  - 東京都千代田区西神田二丁目7番6号

## 主な商品

### 消防車

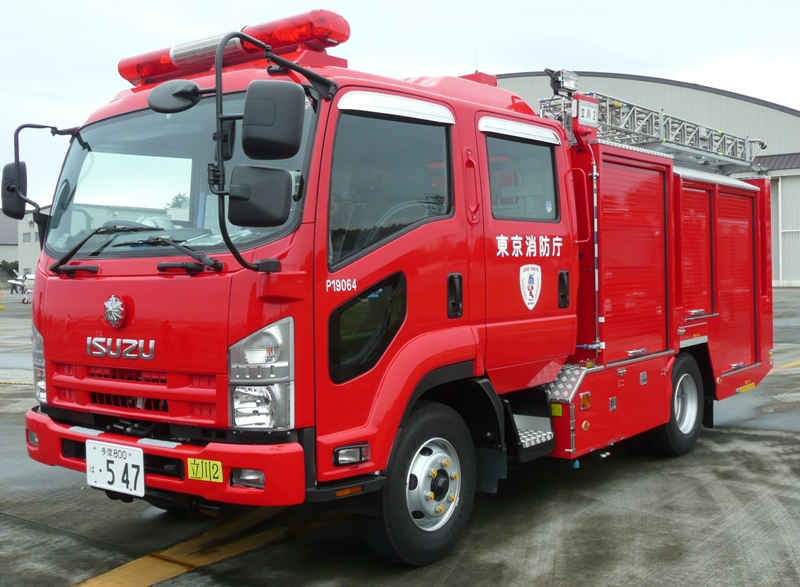
ポンプ車

- 消防ポンプ自動車
- 水槽付消防ポンプ自動車
- 化学消防ポンプ消防車
- はしご車
- はしごつき消防ポンプ自動車
- 屈折はしごつき消防自動車
- 屈折はしごつき消防ポンプ自動車
- 救助工作車
- 大型水槽車
- 排煙高発泡車